# Chad Gilbert
Chad Gilbert (Coral Springs, 9 marzo 1981) è un cantante, chitarrista e produttore discografico statunitense, membro fondatore degli New Found Glory (dal 2001) e dei Shai Hulud (dal 1995 al 1998).
È stato inoltre membro fondatore e cantante nella band International Superheroes of Hardcore, scioltasi nel 2012, e ha collaborato al primo album degli Hazen Street nel 2008, prima di dover abbandonare il gruppo a causa di divergenze con l'etichetta cui sono sotto contratto i New Found Glory. Nel 2010 ha dato vita al suo progetto da solista, chiamato What's Eating Gilbert. Come produttore ha lavorato con band come H2O e A Day to Remember.

## Vita privata
È stato brevemente sposato con Sherri DuPree della band Eisley nel 2007.
Dal 2008 al 2017 è stato legato sentimentalmente a Hayley Williams, cantante dei Paramore. Nella notte tra il 31 dicembre 2014 e il 1º gennaio 2015 i due annunciarono il loro fidanzamento ufficiale e l'ormai prossimo matrimonio, che venne celebrato il 20 febbraio 2016. Nell'estate 2017 i due annunciano la separazione e il conseguente divorzio.
Nel 2018 inizia una nuova relazione sentimentale con la cantante Lisa Cimorelli, i due si fidanzano ufficialmente nel 21 dicembre 2019.
Il 3 ottobre 2020 celebrano il loro matrimonio, annunciando a gennaio 2021 di essere in attesa di una bambina.

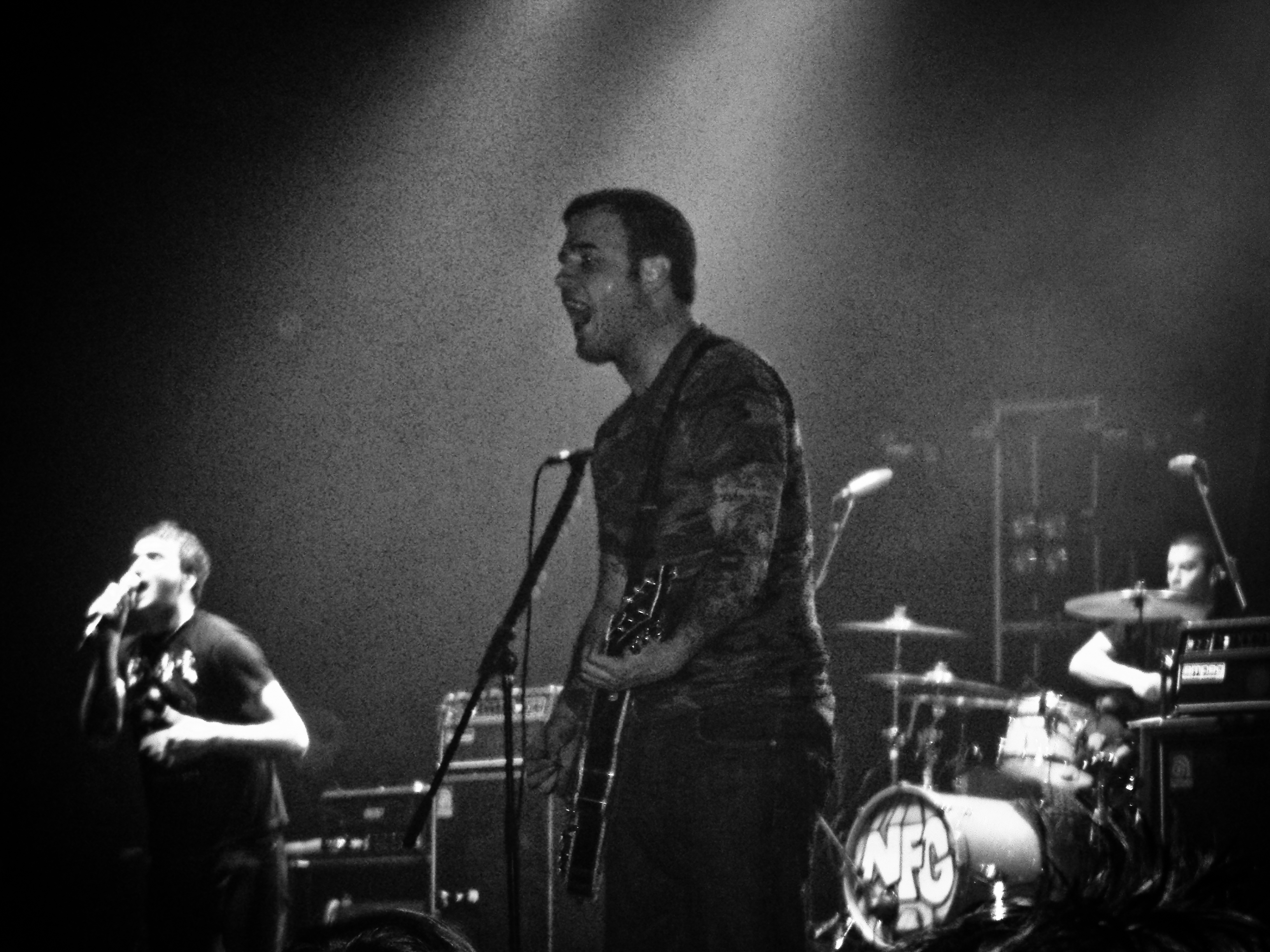
Gilbert nel 2008 con i New Found Glory

## Discografia

### What's Eating Gilbert
Raccolte
- 2013 – Solid Gold Hits

EP
- 2010 – Dear God
- 2010 – Thinkin' Bout Her
- 2010 – What I'd Do
- 2012 – Nashville Sessions
- 2012 – Cheap Shots

### Con i New Found Glory
Album in studio
- 1999 – Nothing Gold Can Stay
- 2000 – New Found Glory
- 2002 – Sticks and Stones
- 2004 – Catalyst
- 2006 – Coming Home
- 2007 – From the Screen to Your Stereo Part II
- 2009 – Not Without a Fight
- 2011 – Radiosurgery

Raccolte
- 2008 – Hits

Album dal vivo
- 2013 – Kill It Live

EP
- 1997 – It's All About the Girls
- 2000 – From the Screen to Your Stereo
- 2008 – Tip of the Iceberg

### Con i Shai Hulud
Album in studio
- 1997 – Hearts Once Nourished with Hope and Compassion
- 2013 - Reach Beyond The Sun

EP
- 1997 – A Profound Hatred of Man
- 1998 – The Fall of Every Man

### Con gli Hazen Street
Album in studio
- 2004 – Hazen Street

### Con gli International Superheroes of Hardcore
Album in studio
- 2008 – Takin' it Ova!

EP
- 2008 – HPxHC

## Album prodotti
- 2008 – H2O - Nothing to Prove
- 2009 – A Day to Remember - Homesick
- 2009 – Fireworks - All I Have to Offer Is My Own Confusion
- 2010 – The Dear & Departed - Chapters
- 2010 – Terror - Keepers of the Faith
- 2010 – A Day to Remember - What Separates Me from You
- 2011 – This Time Next Year - Drop Out of Life
- 2011 – Trapped Under Ice - Big Kiss Goodnight
- 2012 – Candy Hearts - The Best Ways to Disappear
- 2012 – Shai Hulud - Reach Beyond the Sun
- 2013 – State Champs - The Finer Things
- 2013 – A Day to Remember - Common Courtesy
- 2014 – Candy Hearts - All the Ways You Let Me Down